# خورن تر-وارطانیان
خورن تر-وارطانیان (ارمنی: Խորէն Տեր-Վարդանեան؛  زادهٔ ۱۸۷۲ - درگذشته ۱۹۱۸) کشیش، اهل ارمنستان بود.

## زندگی‌نامه
وی در ۱۸۷۲ در کاقیزمان به دنیا آمد و از دانشکده علوم الهی گئورگیان اچمیادزین فارغ‌التحصیل گشت.  وی در ۱۹۱۸ در سن ۴۶ سالگی در تهران درگذشت.